# Pieczeniarz
Pieczeniarz – człowiek mający skłonności do żywienia się cudzym kosztem, lubiący dobrze zjeść na cudzy koszt; darmozjad. W Polsce szlacheckiej – ubogi krewny przesiadujący na „łaskawym chlebie” u zamożnej rodziny szlacheckiej, odwdzięczający się usługami domowymi. Pojęcie kojarzone także ze starokawalerstwem, uważane za krzywdzące; jego zmierzch na terenach Polski wiązał się z II wojną światową i następującymi po niej przemianami społecznymi.
W klasycznej literaturze arabskiej (adabowej) motyw pieczeniarza (tufajliego) pojawiał się stale, wprowadzony prawdopodobnie przez Al-Dżahiza na podstawie wcześniejszych przekazów ustnych, przetrwał w praktycznie niezmienionej formie do XI wieku. Wątek ten był poruszany w kontekstach rozrywkowych raczej niż dydaktycznych, ustępy poświęcone pieczeniarzom miały najczęściej formę żartów lub anegdot. Do najsłynniejszych tufajlich utrwalonych w literaturze zalicza się Tufajl al-Ara′is („Tufajl Weselnik”; możliwy eponim lub etymologia ludowa), który miał żyć w Al-Kufie około VII/VIII wieku, i bliżej nieznany Bunan z przełomu IX/X wieku. Po XI wieku motyw dogasał, późniejsi autorzy ograniczali się do powielania znanych już facecji.